# Hanhijärvi

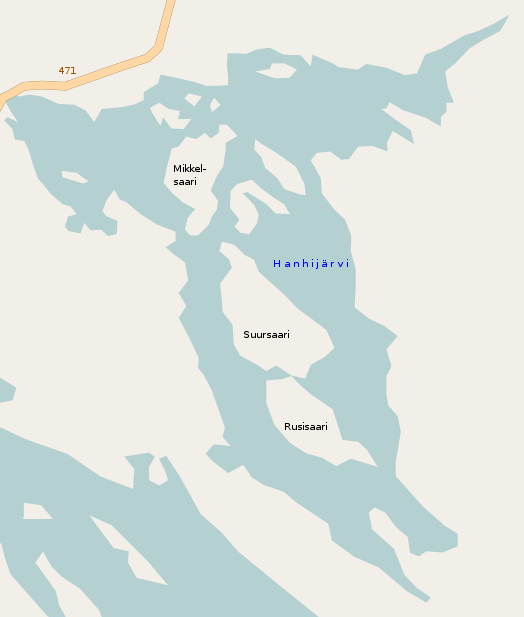
Karte des Hanhijärvi

Der Hanhijärvi (wörtlich „Gänsesee“) ist ein See in der finnischen Landschaft Südsavo.
Er liegt auf dem Gebiet der Gemeinde Enonkoski, 25 km nördlich der Stadt Savonlinna und umfasst eine Fläche von 4,28 km². Er liegt auf einer Höhe von 87,7 m über dem Meeresspiegel und ist an seiner tiefsten Stelle westlich der Insel Rusisaari 17 m tief. Größte Inseln sind Suursaari (0,29 km²) und Rusisaari (0,24 km²).